# Mycetophila mallecoensis
Mycetophila mallecoensis är en tvåvingeart som beskrevs av Duret 1981. Mycetophila mallecoensis ingår i släktet Mycetophila och familjen svampmyggor. Inga underarter finns listade i Catalogue of Life.